# Drepanoblemma incurvata
Drepanoblemma incurvata là một loài bướm đêm trong họ Noctuidae.